# Relaciones China-Unión Europea
Las relaciones entre la Unión Europea (UE) y la República Popular China (RPC) o relaciones sino-europeas son relaciones bilaterales que se establecieron en 1975 entre la RPC y la Comunidad Europea. La UE es el mayor socio comercial de la RPC, y la RPC es el mayor socio comercial de la UE.
Desde marzo de 2019, la Unión Europea se refiere a la RPC como un «rival sistémico». En diciembre de 2020, la Unión Europea y la RPC anunciaron que habían alcanzado un acuerdo de inversión que se lanzó por primera vez en 2013, denominado Acuerdo Integral de Inversión (AII). En marzo de 2021, se informó de que habría serias dudas sobre la aprobación del acuerdo en el Parlamento Europeo dadas las sanciones de la RPC contra miembros del parlamento, el Comité Político y de Seguridad del Consejo Europeo y grupos de reflexión europeos. En mayo de 2021, la Comisión Europea anunció planes para reducir la dependencia de la RPC en áreas estratégicas de la economía. Ese mismo mes, el Parlamento Europeo congeló la ratificación del AII. La UE ha puesto en marcha un embargo de armas y numerosas medidas antidumping contra la RPC. La UE se ha vuelto cada vez más crítica con la RPC por su apoyo a Rusia en su invasión de Ucrania.

## Historia

### Antecedentes
Desde que Marco Polo transitara por la ruta de la seda, a finales del siglo XII, las relaciones entre China y los diferentes Estados europeos no se han detenido. Durante el siglo XVI, las potencias coloniales de Europa, lograron asentarse en diferentes puntos de la costa de China. Más tarde en el siglo XIX, un nuevo impulso colonizador de Europa, aumentó la presencia europea en territorio Chino. Capítulos destacados de este movimiento son la guerra del Opio y de la rebelión de los Boxers.

### Embargo sobre las armas a China
Tras los acontecimientos ocurridos durante las protestas de la Plaza de Tian'anmen de 1989, la Unión Europea orden un embargo de armas a China, vigente desde entonces. China ha instado repetidamente a la UE a levantar el embargo sobre las armas, haciendo entender que su mantenimiento sería un obstáculo al desarrollo de las relaciones bilaterales.

### El efecto de Donald Trump en las relaciones China-UE

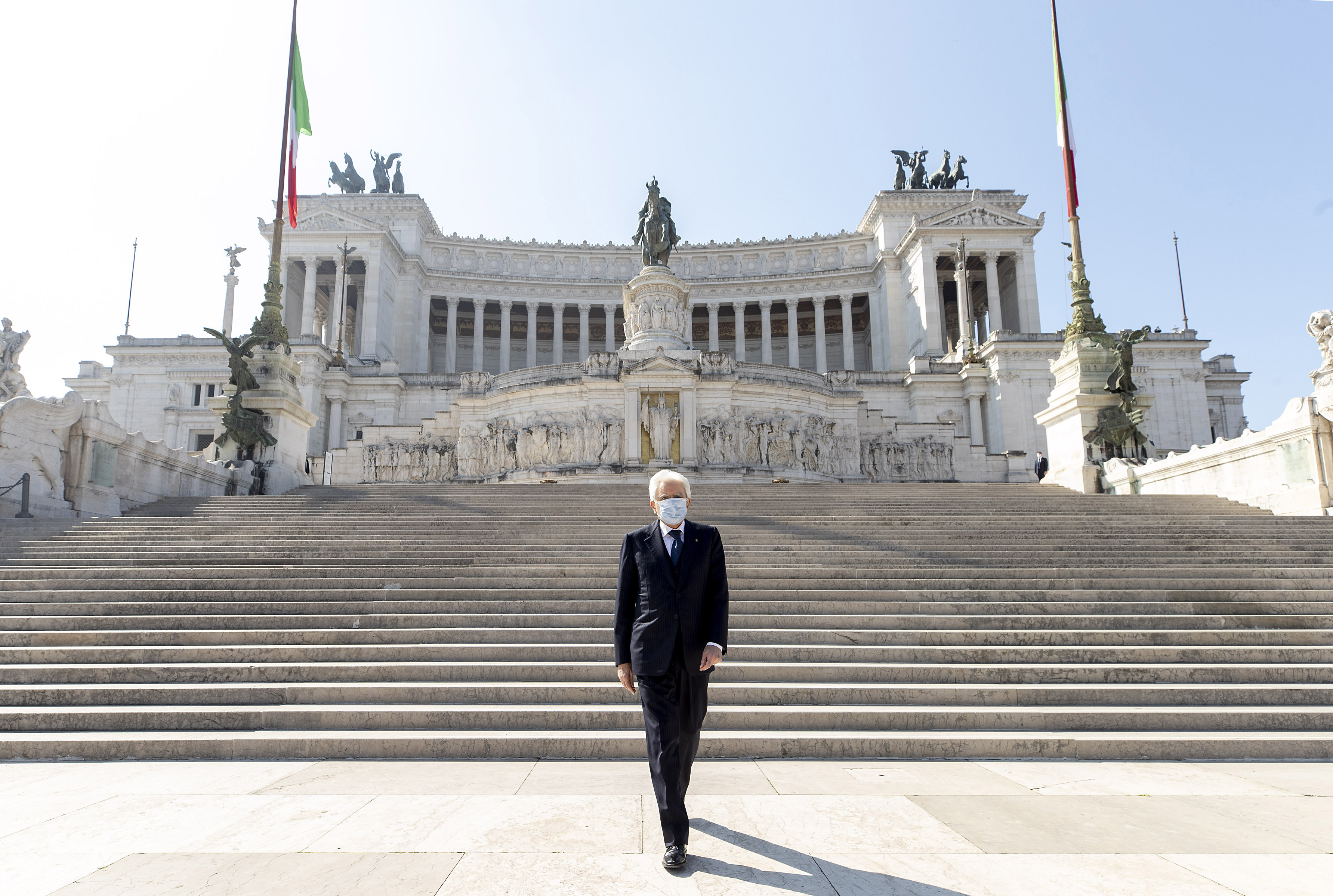
El presidente italiano Sergio Mattarella con máscara de protección durante la pandemia de enfermedad por coronavirus de 2020. La Comisión Europea pidió que se investigara cómo se originó esta crisis en China.

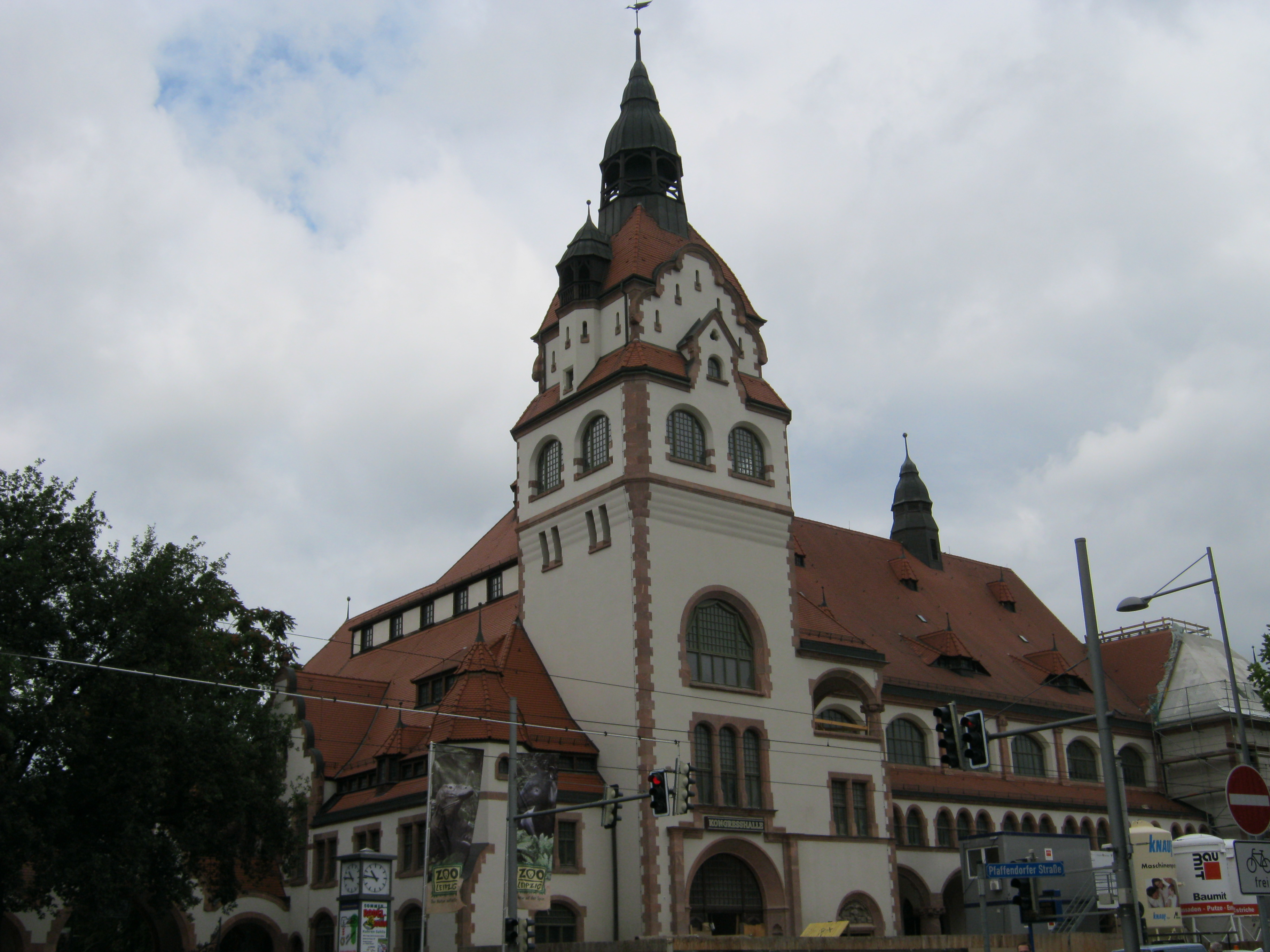
La Kongreßhalle Leipzig sede de la Cumbre UE-China 2020.

Desde el comienzo de su administración en enero de 2017, el presidente estadounidense Donald Trump ha planteado sustituir los pactos transnacionales en los que participa su país por acuerdos bilaterales. Es así que en varias ocasiones se ha manifestado contrario a la idea supranacional que representa la UE, y ha cuestionado la conveniencia de la Organización del Tratado del Atlántico Norte (OTAN), negándose también a dar continuidad tratados y acuerdos iniciados en administraciones anteriores.
El relativo distanciamiento de Trump con la UE comenzó a manifestarse con el abandono del acuerdo del clima, siguió con la ruptura del pacto nuclear iraní, y continuó con el comercio. En este terreno, Trump ha iniciado una guerra comercial de tres frentes al mismo tiempo: uno, contra sus socios del Tratado de Libre Comercio de América del Norte (TLCAN); otro, con la Unión Europea; y otro, con China. La escalada continuó en los días posteriores cuando Trump anunció la retirada de Estados Unidos del acuerdo de París (2015) que establece medidas para la reducción de las emisiones de gases de efecto invernadero (GEI). Desde entonces, para salvar el acuerdo, la UE afronta el reto contando con aliados como Rusia o China, que han reiterado su compromiso a compartir el liderazgo con la UE. El anuncio coincidió con la cumbre bilateral China-UE, una cita en la que primó la sintonía frente a la división.
La cumbre del G-20 de Hamburgo, Alemania, llevada a cabo entre el 7 y el 8 de julio de 2017, fue considerado como una oportunidad para la Unión Europea. Dado que la UE forma parte del G-20 al igual que algunos de sus Estados miembro, la cita sirvió para plasmar la unidad de bloque europeo frente a los desafíos internacionales del momento, incluida la política internacional del presidente estadounidense Trump. En el comunicado final de la cumbre, los miembros del G-20 respaldaron de forma unánime el libre comercio y todos, menos Estados Unidos, ratificaron su apoyo al Acuerdo de París, afirmando que es “irreversible”.
Trump recalcó en julio de 2018 que la Unión Europea es un “enemigo” para los Estados Unidos. Lo dijo en una entrevista con la cadena de televisión CBS, en la que sus afirmaciones sirvieron de epílogo a una cumbre de la OTAN y una visita a Reino Unido. “Tenemos muchos enemigos. Creo que la Unión Europea es un enemigo, por lo que nos hace en el comercio”, respondió Trump a la pregunta de cuáles consideraba que eran los principales rivales de EE. UU. Aunque China representa el grueso del déficit comercial de EE. UU., Trump lo ha equiparado con el bloque comunitario “La UE es posiblemente tan mala como China, solo que más pequeña. Es terrible lo que nos hacen”, había comentado dos semanas antes.
En ese contexto, varios medios de comunicación y algunos analistas han resaltado la posibilidad de que Trump esté contribuyendo al resurgimiento geopolítico de la UE, dando de paso espacio a China para que aproveche el supuesto vacío dejado por la retirada de Estados Unidos.

## Comercio e inversiones

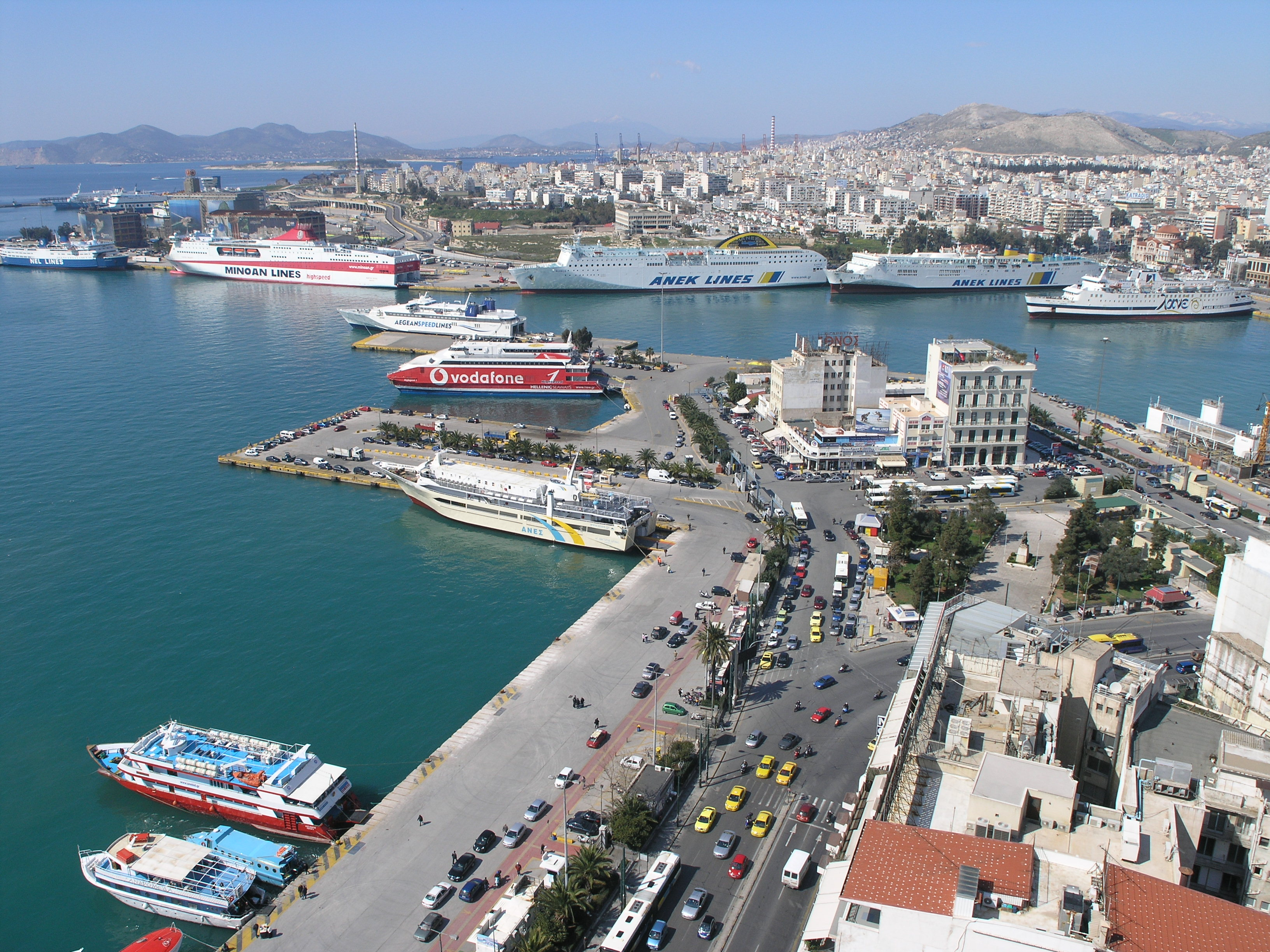
Puerto de El Pireo

Imagen que muestra el tiempo que se necesita para transportar mercancía por vía marítima (36 días) desde el este de China hasta Europa, por los 16 días que se emplearían en el transporte ferroviario con la Nueva Ruta de la Seda.

Tras la reforma económica china a partir de 1978, su comercio con los diferentes Estados miembros de la UE se ha incrementado. A principios de los años 1980, China ocupaba el puesto 25 entre los destinos de exportación de la UE. En 1990, ascendió al puesto 14, para subir al sexto en 1999 y al tercero en el 2003, por detrás de Estados Unidos y Suiza. El 60% de las exportaciones de la UE hacia China son maquinaria y vehículos. Sin embargo, Las cifras de la Administración General de Aduanas china discrepan de las manejadas por la UE, debido a que Pekín no incluye las exportaciones chinas que viajan a la UE a través de Hong Kong, por ser esta una zona aduanera distinta.
En el período comprendido entre septiembre de 2018 y agosto de 2019, China fue el segundo destino de las exportaciones agroalimentarias de la UE, cuyo valor ascendió a 12 800 millones de euros. También fue el segundo destino de las exportaciones con indicación geográfica protegida (IGP) de la UE. En consecuencia, la UE y China tienen un acuerdo bilateral para proteger contra las imitaciones y la usurpación 100 IGP en China y 100 indicaciones geográficas chinas en la UE.
Por otra parte, las inversiones de China en Europa han sufrido un fuerte retroceso: solo en 2018, las transacciones cayeron un 40% con respecto 2017 nada que ver con 2016 cuando las inversiones alcanzaron su máximo histórico con una cifra de 37.000 millones aproximadamente. Sin embargo, también desde 2016, China es el principal inversor en exterior en la UE. En ese año superó a Estados Unidos en la lista de compra de activos en el mercado de fusiones y adquisiciones.
Según la Comisión Europea, entre 2000 y el tercer trimestre de 2018 la inversión china en la UE ascendió a 181.000 millones de euros y era equiparable a la europea en china. La europea inversión se centraba en la producción, mientras la china buscaba activos estratégicos con valor añadido tecnológico. Además, el 60% de la inversión china procedía de empresas públicas que habían adquirido, por ejemplo, el puerto de El Pireo.
Entre los socios comunitarios, Alemania se sitúa a la cabeza del comercio con China. Por ello desde hace varios años el canciller alemán realiza visitas regulares a China. Convertida en un socio prioritario, otros Estados miembros han creado instituciones especificas para el comercio con el país asiático, como España y su Cámara de Comercio hispano-china, presidida por Javier Torá.

### Nueva Ruta de la Seda
En 2018, casi el 80% del tráfico ferroviario de contenedores entre China y la UE cruzó el “Corredor Central” (China - Kazajistán - Rusia - Bielorrusia - UE). Así mismo, se registró un aumento significativo en el cruce de la frontera en Horgos (Khorgos), que comenzó a operar en 2012.